# Back to Life (film 1913 Dwan)
Back to Life è un cortometraggio muto del 1913 diretto da Allan Dwan e interpretato da J. Warren Kerrigan, Pauline Bush, William Worthington, Jessalyn Van Trump e Lon Chaney.

## Produzione
Il film fu prodotto dalla Victor Film Company

## Distribuzione
Distribuito dall'Universal Film Manufacturing Company, il film - un cortometraggio di due bobine - uscì nelle sale cinematografiche USA il 24 novembre 1913. Nello stesso anno, la Pyramid Film Company distribuì un altro film con lo stesso titolo.
Non si conoscono copie ancora esistenti della pellicola della Victor che viene considerata presumibilmente perduta.